# Pruhovaní kamarádi
Pruhovaní kamarádi je český hraný televizní seriál natočený v roce 1998 poprvé vysílaný v rámci večerníčku v prosinci téhož roku.
Seriál spadá do volné série přírodovědných příběhů, které pro Českou televizi vymyslel a zrealizoval Václav Chaloupek. Každá série se věnovala jinému živočišnému druhu.
Za kamerou stál Ladislav Moulis. Hudbu k příběhu zkomponoval Přemysl Haas, příběhem slovem provázel Petr Haničinec. Bylo natočeno 10 epizod, v délce cca 7 minut.

## Synopse
Hrdiny jednotlivých příběhů jsou divoká prasátka. Jeden je pojmenovaný Bivoj, druhým hrdinou je Beruška. Seriál je koncipován jako soubor příběhů, kdy se poprvé vydávají na výlet a poznávají život a les kolem sebe, kdy při jedné z výprav poznávají třetího pruhovaného kamaráda, jezevce Jozívka…

## Seznam dílů
Epizody neměly oficiální názvy.

## Další tvůrci
- Zpěv: Jiří Šneberk, Jana Šneberková